# Красний Сулин
Красний Сулин (до 1926 — Сулин) — місто в Росії, адміністративний центр Красносулинського району Ростовської області, а також Красносулинського міського поселення.

## Історія
Хутір Сулин засновано в 1797 козацьким полковником Андрієм Сулиною.
У 1797 році козачому полковнику Андрію Сулину Військовою канцелярією на землі Донського воїнства в місці злиття річки Велика Гнилуша з річкою Кундрюча були подаровані 400 десятин землі. Маєток складався з хутора на березі річки Кундрюча, згодом отримав назву «Сулинський» (пізніше іменувався Сулинсько-Кундрючивським). У 1816 році на території хутора вже було розміщено 30 дворів, у яких проживало 111 осіб, що обробляли 10 тис. десятин землі.
Місце розташування майбутнього міста, як з'ясувалося пізніше, відрізнялося багатьма перевагами: великими запасами кам'яного вугілля — антрациту коксівних марок, почасти — залізної руди та каменю. Не менш істотна перевага — близькість та зручний зв'язок з Грушівським гірничим поселенням (майбутнім містом Шахти), де розташовувався головний вузол залізниці, що зв'язала Східний Донбас із портами Чорного та Озівського морів. Разом з тим це місце відрізнялося особливою естетико-художньою виразністю природного ландшафту. На початках саме це послужило причиною вибору місць для розташування своїх маєтків командувачами корпусами, полками, що відзначилися в походах — Суворова, Потьомкіна, Платова.
Хутір Сулин є лише першим поселенням. Він не отримав особливого територіального розвитку в агломерації.
У 1806 році син Євтєєв — Федір Черевков, учасник Суворовського італійського походу, заснував поблизу до х. Сулина й х. Скелюватського свій маєток та хутір «Малий Черевков» (нині селище Вербенське) на лівому березі річки Кундрюча. У 1870-х роках Сулин злився з селищем чавуноливарного заводу, побудованого на базі місцевих родовищ залізної руди.
У 1920-1924 роках Сулин був у складі Шахтарської округи Донецької губернії УРСР. З 1923 року став центром Сулинського району.
У 1926 році селище Сулин отримало статус міста і нову назву — Красний Сулин. У 1936 році починається закладка Несветайської електростанції. Введення її в експлуатацію збіглося з початком Другої світової війни. Улітку 1942 року німці розбомбили місто та зруйнували металургійний завод.
21 липня 1942 року радянські органи та війська залишили місто, зайняте німецькими військами.
14 лютого 1943 року зайняте червоноармійськими підрозділами Південно-Західного фронту під час Ворошиловградської операції.
Після війни місто та завод були фактично побудовані заново.

## Транспорт
Залізнична станція Сулин на лінії Міллерове — Ростов-на-Дону, за 133 км на північний схід від Ростова, також зупинна платформа  Красний Сулин за 135 км. На станції Сулин зупиняються поїзди, на станції Красний Сулин — електропоїзди-експреси та звичайні електропоїзди. Через центр міста Красний Сулин та район прокладено залізницю республіканського значення, що сполучає Південь Росії з центральною та північною частинами країни. Північчю Красносулинського району прокладено залізницю, що сполучає Східну частину області з Україною.

## Економіка
Багато десятиліть містоутворюючим підприємством для Красного Сулина був Сулинський металургійний завод, на якому працювало майже 6 тисяч містян.
На території міста та району розташоване 11 великих та середніх промислових підприємств — ВАТ «Красносулинхліб», ВАТ «Стройметкон», ВАТ «Сулинський щебзавод МПС», ВАТ «Каскад», ВАТ «Володимирівський кар'єр тугоплавких глин», ЗАТ «Завод керамзито-бетонних деталей», ВАТ «Експериментальна ТЕС», ТОВ «Компанія Сулинуголь», ЗАТ «Птахофабрика Красносулинська», ТОВ «Сулинантрацит».

## Соціальна сфера
У систему охорони здоров'я міста та району входить 7 лікарень і 43 ФАП-ЛАП, система загальної освіти міста та району має 34 загальноосвітні установи, у тому числі металургійний коледж, філію Шахтинського енергетичного технікуму, філію ЮРГТУ, професійне училище, гімназію, ліцей.

## Пам'ятки

### Храми
- Свято-Покровський храм — єдиний з 3-х православних храмів, що зберігся на території міста. За архітектурою нагадує копію в мініатюрі Вознесенського Кафедрального собору міста Новочеркаська. Є пам'ятником архітектури та культурної спадщини регіонального значення.
- Церква Андрія Первозванного

## Цікаві факти
- У Красному Сулині проходила частина зйомок фільму «Бумер. Фільм другий». Завдяки цій події з'явилася щотижнева газета «Красний Бумер».

## Відомі люди
У поселенні народились:
- Калиниченко Володимир Григорович (* 1935) — російський поет, прозаїк, публіцист.
- Морозова Анастасія Іванівна (1906—1984) — народна артистка УРСР.

У Красному Сулині від 1928 до 1975 рр. мешкав з родиною Порфирій Іванов (1898—1983) — відомий творець і пропагандист власної оздоровчої системи, заснованої на фізичній активності й духовній практиці.